# Rodovia Cuiabá-Santarém
A Rodovia Cuiabá-Santarém, com 1780 km de percurso total, é um trecho da BR-163 que liga a capital do Mato Grosso, Cuiabá, a Santarém, no Pará. 

## Generalidades
Em 20 de março de 2014, a Concessionária Rota do Oeste, empresa da Odebrecht TransPort (atual Novonor), assumiu a concessão da BR-163 no trecho Mato Grosso. Ao longo dos 30 anos de concessão, é de responsabilidade da Rota do Oeste a duplicação dos 453,6 km de pistas simples – os outros 400 km são de responsabilidade do DNIT - devendo ser construídos novos trevos, pontes, viadutos e entroncamentos . A rodovia é a principal rota de escoamento da safra de grãos do Estado, que é o principal produtor nacional.
Já no estado do Pará a rodovia atravessa uma das regiões mais ricas do país em recursos naturais e potencial econômico, sendo marcada pela presença de importantes biomas brasileiros, como a Floresta Amazônica, o Cerrado e as áreas de transição entre eles, além de bacias hidrográficas importantes, como a do Amazonas, do Xingu e Teles Pires-Tapajós. No lado norte do Rio Amazonas, também existem os trechos entre Alenquer e a localidade de Onças, em Oriximiná, além do trecho entre a  Cachoeira Porteira, no Rio Trombetas, e o final da rodovia, logo após o entroncamento com a BR-210, também em Oriximiná. Este último trecho possui um total de 233 km e está entre os trechos rodoviários mais isolados do Brasil, e um local com um dos maiores índices pluviométricos.